# Ronde van Denemarken 2015
De 25e editie van de Ronde van Denemarken vond plaats van 4 tot en met 8 augustus 2015. De start was in Struer, de finish in Frederiksberg. De ronde maakte deel uit van de UCI Europe Tour 2015, in de categorie 2.HC. Er werden 6 ritten verreden tijdens 5 dagen.

## Deelnemende ploegen
| WorldTour    | ProContinentaal             | Continentaal           | Nationaal  |
| ------------ | --------------------------- | ---------------------- | ---------- |
| Astana       | Team Europcar               | Riwal-Platform         | Denemarken |
| Lotto Soudal | MTN-Qhubeka                 | Team Almeborg-Bornholm |            |
| Tinkoff-Saxo | Bardiani CSF                | Team TreFor-Blue Water |            |
| Team Sky     | Bora-Argon 18               | ColoQuick              |            |
|              | Topsport Vlaanderen-Baloise |                        |            |
|              | Cult Energy Pro Cycling     |                        |            |
|              | Wanty-Groupe Gobert         |                        |            |
|              | Novo Nordisk                |                        |            |
|              | Team Roompot                |                        |            |

## Etappe-overzicht
7 augustus is er een korte ochtendrit en tijdrit in de namiddag gepland op dezelfde dag.
| etappe | datum      | start      | finish        | type                | afstand | winnaar              | klassementsleider       |
| ------ | ---------- | ---------- | ------------- | ------------------- | ------- | -------------------- | ----------------------- |
| 1e     | 4 augustus | Struer     | Holstebro     | Vlakke rit          | 180 km  | Lars Boom            | Lars Boom               |
| 2e     | 5 augustus | Ringkøbing | Aarhus        | Vlakke rit          | 235 km  | Edvald Boasson Hagen | Lars Boom               |
| 3e     | 6 augustus | Vejle      | Vejle         | Vlakke rit          | 185 km  | Matti Breschel       | Lars Bak                |
| 4e     | 7 augustus | Slagelse   | Frederiksværk | Vlakke rit          | 115 km  | Matti Breschel       | Lars Bak                |
| 5e     | 7 augustus | Helsingør  | Helsingør     | Individuele tijdrit | 14 km   | Mads Würtz Schmidt   | Christopher Juul-Jensen |
| 6e     | 8 augustus | Hillerød   | Frederiksberg | Heuvelrit           | 150 km  | Michael Mørkøv       | Christopher Juul-Jensen |

1985 · 1986 · 1987 · 1988 · 1989-1994 · 1995 · 1996 · 1997 · 1998 · 1999 · 2000 · 2001 · 2002 · 2003 · 2004 · 2005 · 2006 · 2007 · 2008 · 2009 · 2010 · 2011 · 2012 · 2013 · 2014 · 2015 · 2016 · 2017 · 2018 · 2019 · 2020 · 2021 · 2022 · 2023 · 2024
Etappewedstrijden

 Ster van Bessèges · 
 Ronde van de Algarve · 
 Ruta del Sol · 
 Ronde van de Haut-Var · 
 Driedaagse van West-Vlaanderen · 
 Internationale Wielerweek · 
 Internationaal Wegcriterium · 
 Driedaagse van De Panne-Koksijde · 
 Ronde van de Sarthe · 
 Ronde van Castilië en León · 
 Ronde van Trentino · 
 Ronde van Kroatië · 
 Ronde van Turkije · 
 Ronde van Yorkshire · 
 Ronde van Asturië · 
 Vierdaagse van Duinkerke · 
 Ronde van Azerbeidzjan · 
 Ronde van Madrid · 
 Ronde van Beieren · 
 Ronde van Picardië · 
 Ronde van Noorwegen · 
 World Ports Classic · 
 Tour des Fjords · 
 Ronde van Estland · 
 Ronde van België · 
 Ronde van Luxemburg · 
 Boucles de la Mayenne · 
 Ster ZLM Toer · 
 Ronde van Slovenië · 
 Route du Sud · 
 Sibiu Cycling Tour · 
 Ronde van Oostenrijk · 
 Ronde van Wallonië · 
 Ronde van Portugal · 
 Ronde van Burgos · 
 Ronde van Denemarken · 
 Ronde van de Ain · 
 Ronde van Tsjechië · 
 Arctic Race of Norway · 
 Ronde van de Limousin · 
 Ronde van Poitou-Charentes · 
 Ronde van Groot-Brittannië · 
 Ronde van Gévaudan Languedoc-Roussillon · 
 Eurométropole Tour
Eendaagse wedstrijden

 Trofeo Santanyí-Ses Salines-Campos · 
 Trofeo Andratx-Mirador d'Es Colomer · 
 Trofeo Serra de Tramuntana · 
 Trofeo Playa de Palma-Palma · 
 GP La Marseillaise · 
 Grote Prijs van de Etruskische Kust · 
 Ronde van Murcia · 
 Clásica de Almería · 
 Trofeo Laigueglia · 
 Omloop Het Nieuwsblad · 
 Classic Sud Ardèche · 
 GP Lugano · 
 La Drôme Classic · 
 Kuurne-Brussel-Kuurne · 
 Le Samyn · 
 Strade Bianche · 
 Ronde van Drenthe · 
 Dwars door Drenthe · 
 Nokere Koerse · 
 GP Nobili Rubinetterie · 
 Handzame Classic · 
 Ronde van Zeeland Seaports · 
 Classic Loire-Atlantique · 
 Grote Prijs van Cholet-Pays de Loire · 
 Dwars door Vlaanderen · 
 Classica Corsica · 
 Route Adélie de Vitré · 
 Grote Prijs Miguel Indurain · 
 Volta Limburg Classic · 
 Ronde van La Rioja · 
 Parijs-Camembert · 
 Scheldeprijs · 
 Klasika Primavera · 
 Brabantse Pijl · 
 GP Denain · 
 Ronde van de Finistère · 
 Tro Bro Léon · 
 La Roue Tourangelle · 
 Ronde van de Apennijnen · 
 Grote Prijs van de Somme · 
 Grote Prijs van Plumelec · 
 ProRace Berlin · 
 Boucles de l'Aulne · 
 GP Kanton Aargau · 
 Ronde van Keulen · 
 Ronde van Limburg · 
 Velothon Wales · 
 Halle-Ingooigem · 
 Trofeo Matteotti · 
 GP Cerami · 
 GP Industria & Artigianato-Larciano · 
 Prueba Villafranca de Ordizia · 
 Ronde van Toscane · 
 Circuito de Getxo · 
 Polynormande · 
 RideLondon Classic · 
 GP Stad Zottegem · 
 Arnhem-Veenendaal Classic · 
 GP Jef Scherens · 
 Druivenkoers Overijse · 
 Schaal Sels · 
 Brussels Cycling Classic · 
 GP Fourmies · 
 Velothon Stockholm · 
 Ronde van de Doubs · 
 Coppa Bernocchi · 
 Coppa Agostoni · 
 GP van Wallonië · 
 Kampioenschap van Vlaanderen · 
 Memorial Marco Pantani · 
 Grote Prijs Impanis-Van Petegem · 
 GP van Isbergues · 
 GP Industria & Commercio di Prato · 
 Omloop van het Houtland · 
 Duo Normand · 
 Ronde van de Drie Valleien · 
 Milaan-Turijn · 
 Ronde van Piemonte · 
 Ronde van het Münsterland · 
 Ronde van de Vendée · 
 Memorial Frank Vandenbroucke · 
 Coppa Sabatini · 
 Parijs-Bourges · 
 Ronde van Emilia · 
 GP Beghelli · 
 Parijs-Tours · 
 Nationale Sluitingsprijs · 
 Chrono des Nations